# Articulografía electromagnética

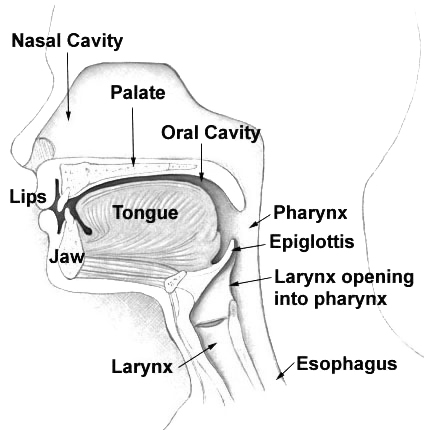
Vista medio sagital de la boca humana. Las bobinas del transductor (sensor) suelen colocarse en la lengua y los labios.

La articulografía electromagnética (EMA, por sus siglas en inglés) es un método para medir la posición de las partes de la boca. La EMA utiliza bobinas de sensores colocadas en la lengua y otras partes de la boca para medir su posición y movimiento a lo largo del tiempo durante el habla y la deglución. Las bobinas de inducción alrededor de la cabeza producen un campo electromagnético que genera, o induce, una corriente en los sensores en la boca. Dado que la corriente inducida es inversamente proporcional al cubo de la distancia, una computadora puede analizar la corriente producida y determinar la ubicación de la bobina del sensor en el espacio.
La EMA se utiliza en lingüística y patología del habla para estudiar la articulación y en medicina para estudiar la disfagia orofaríngea. Otros métodos se han utilizado para estudiar la articulación y la ingestión con compromisos en la cantidad y tipo de datos disponibles. La palatografía permite el estudio de articulaciones que hacen contacto con el paladar, como algunas consonantes linguales, pero, a diferencia de la EMA, los palatogramas no pueden proporcionar datos sobre sonidos que no hacen contacto, como las vocales. La fluoroscopia y el microhaz de rayos X permiten la investigación de movimientos de la boca sin contacto, como la EMA, pero exponen a los sujetos a radiación ionizante, lo que limita la cantidad de datos que se pueden recolectar de un participante dado.

## Principios de operación
La capacidad de observar los movimientos de los articuladores ha sido de gran importancia para el estudio de la fonética con el fin de comprender cómo se producen los sonidos.
La articulografía electromagnética utiliza el principio de la inducción electromagnética para medir la posición y el movimiento de varios puntos en y alrededor de la boca. Un casco que contiene transmisores electromagnéticos crea un campo magnético variable al hacer pasar corrientes a través de los transmisores a diferentes frecuencias. Las bobinas de sensores colocadas midsagitalmente en la boca producen corriente al moverse a través del campo magnético, inversamente proporcional al cubo de la distancia desde los transmisores. La corriente inducida alterna a la misma frecuencia que la bobina transmisora, y la señal compuesta puede separarse para determinar la distancia desde cada bobina individual, determinando así la posición del sensor en el espacio.
En la articulografía bidimensional, las bobinas transmisoras se colocan en un triángulo equilátero a lo largo del plano midsagital en la frente, el mentón y el cuello. Debido a la orientación geométrica de las bobinas transmisoras, se pueden tomar lecturas precisas siempre que las bobinas de sensores colocadas en la lengua permanezcan a aproximadamente un centímetro del plano midsagital y no estén inclinadas más de 30 grados.
Los articulógrafos capaces de medir en tres dimensiones utilizan seis bobinas transmisoras organizadas en una configuración esférica. Los transmisores están dispuestos de manera que el eje de una bobina de sensor nunca sea perpendicular a más de tres transmisores. Gracias a la configuración de los transmisores y la capacidad de medir en múltiples dimensiones, los articulógrafos tridimensionales pueden realizar mediciones fuera del plano midsagital. Los articulógrafos bidimensionales requieren soportes restrictivos para la cabeza para asegurar que la cabeza del sujeto no se mueva fuera del plano de medición. Dado que los articulógrafos tridimensionales pueden medir fuera del plano midsagital, se puede usar un soporte de cabeza menos restrictivo.

### Desarrollo de sensores bidimensionales y tridimensionales
Thomas Hixon fue el primero en describir el uso de principios electromagnéticos para medir la articulación. En su carta al editor de 1971, publicada en The Journal of the Acoustical Society of America, describió un sistema que usaba dos bobinas de sensores y una bobina generadora. Las bobinas de sensores, unidas a la frente y la parte trasera del cuello, permanecerían estacionarias, mientras que la bobina generadora, unida a la mandíbula, se movería creando corrientes variables en las bobinas de sensores. Estas corrientes podían entonces usarse para determinar la distancia en dos dimensiones.
Los primeros sistemas de EMA, como el de Hixon, tenían problemas para compensar la inclinación de la lengua durante el uso, ya que la inclinación de las bobinas de sensores provoca cambios en la corriente inducida que pueden distorsionar los datos. En 1987, Paul Schönle y otros publicaron un sistema mejorado que utilizaba tres bobinas transmisoras (análogas a la bobina generadora de Hixon) y software informático para triangular la posición de las bobinas de sensores y compensar la inclinación. Sin embargo, los sistemas bidimensionales modernos aún no pueden compensar inclinaciones de sensores más allá de 30 grados, y la medición se distorsiona si las bobinas de sensores se mueven fuera de la línea central de la boca. En 1993, Andreas Zierdt publicó una descripción de un articulógrafo que podría medir el movimiento en tres dimensiones, aunque los articulógrafos tridimensionales solo han estado disponibles comercialmente desde alrededor de 2009. La conceptualización de Zierdt colocó seis bobinas transmisoras equidistantes entre sí. Dado que las bobinas de sensores son dipolos, cuando son perpendiculares a una bobina transmisora, la corriente inducida es cero, por lo que Zierdt inclinó las bobinas transmisoras para que, en cualquier rotación de una bobina de sensor, no fuera perpendicular a más de tres bobinas transmisoras, permitiendo que al menos tres bobinas transmisoras triangularan la posición del sensor.

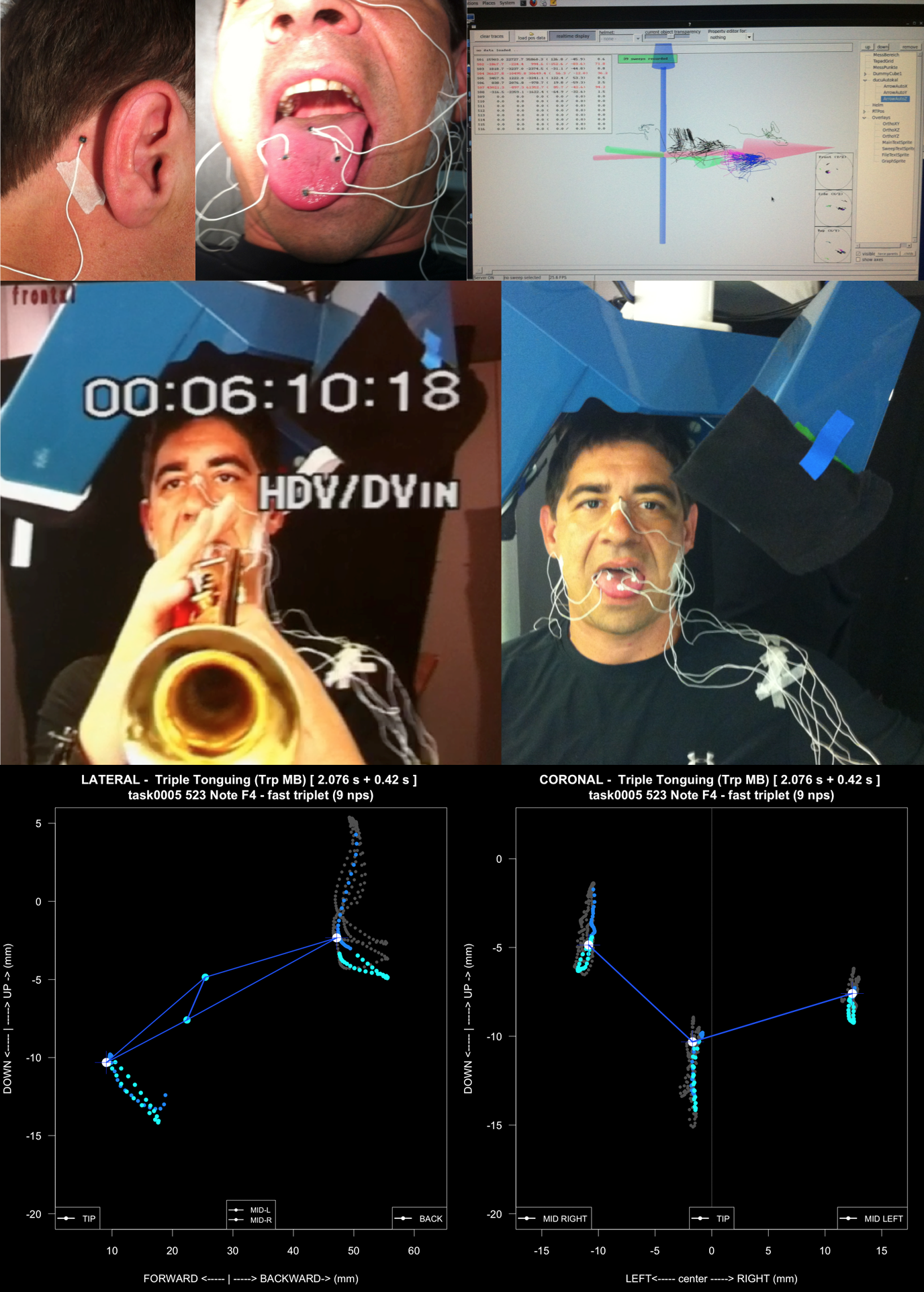
Visualización de los movimientos de la lengua de un trompetista

## Efecto en los sujetos
Dado que las bobinas de sensores se colocan en la lengua del sujeto, la articulación puede verse afectada dependiendo de la colocación de las bobinas, pero ningún análisis comparativo ha demostrado si la articulación se altera debido a las bobinas. Las bobinas tienen aproximadamente 3 mm de tamaño y no se consideran una fuente significativa de error para las mediciones. Algunos investigadores han encontrado que los sujetos se irritan por las bobinas de sensores colocadas en la punta de la lengua, lo que puede llevar a una articulación perturbada. De manera similar, los cables conectados a las bobinas de sensores pueden inhibir la articulación si no se pasan por el lado de la boca.
No se ha demostrado que la exposición prolongada a campos electromagnéticos sea perjudicial para la salud humana, pero se recomienda evitar sujetos que estén embarazadas o que utilicen marcapasos. Las directrices establecen el límite para una exposición continua segura entre 100 μT y 200 μT. El campo y las frecuencias emitidas por los articulógrafos electromagnéticos son comparables a los emitidos por terminales de computadora, con un máximo medido de aproximadamente 10 μT.

## Métodos alternativos
Varias técnicas diagnósticas precedieron a la articulografía electromagnética.

### Palatografía y electropalatografía
La palatografía y la electropalatografía miden el contacto de la lengua con el paladar y, por lo tanto, no pueden medir articulaciones que no hacen contacto con el paladar, como las vocales.
La palatografía implica pintar una sustancia coloreada en la lengua, que luego se transfiere al paladar durante la articulación. Luego se toma una fotografía del paladar para registrar la ubicación del contacto y, si se va a tomar otro palatograma, se lava la boca y se repinta la lengua. Es un método de bajo costo que se usa a menudo en trabajo de campo, pero puede ser difícil recolectar grandes cantidades de datos.
La electropalatografía implica el uso de un paladar artificial personalizado con electrodos que miden el contacto. Aunque puede registrar múltiples contactos, el paladar artificial puede obstruir o interferir con la articulación, y cada sujeto requiere un paladar personalizado.

### Fluoroscopia de video
La fluoroscopia de video utiliza radiación de rayos X para producir imágenes en movimiento de la boca durante la articulación o la deglución. Se considera el estándar de oro en estudios de disfagia debido a su capacidad para tomar videos de todo el tracto digestivo durante los eventos de deglución. A menudo se utiliza para estudiar y tratar la aspiración de alimentos, qué partes del tracto digestivo funcionan mal durante la deglución y las posiciones en las que la deglución es más fácil. Solo se pueden recolectar datos limitados, ya que las sesiones suelen estar limitadas a tres minutos debido a los peligros de la exposición a la radiación. y no permite un análisis detallado de los movimientos de la lengua.

### Microhaz de rayos X
Similar a la fluoroscopia de video, los estudios de microhaz de rayos X utilizan radiación para estudiar los movimientos de los articuladores. Se colocan pellets de oro, de 2 a 3 mm de tamaño, en y alrededor de la boca, similar a las bobinas utilizadas en la EMA. La exposición a la radiación se limita mediante el uso de software informático para enfocar haces de rayos X estrechos, de aproximadamente 6 mm2, en los pellets y rastrearlos mientras se mueven. Como la EMA, los estudios de microhaz de rayos X están limitados por la colocación de los pellets. Aunque puede minimizar la exposición a la radiación, el sistema es en gran medida inaccesible, ya que es único en la Universidad de Wisconsin.